# Ludvig Holberg (jurist)
 Der er flere personer med dette navn, se Ludvig Holberg.
Ludvig Holberg (8. juni 1847 i Skaarup ved Svendborg - 9. august 1913 i København) var en dansk retshistoriker.
Holberg blev student 1865, cand. jur. 1871, 1875 overretssagfører, 1886 Dr. juris. Ved udarbejdelsen af sin bog Engelsk Parlamentarisme belyst ved Kongemagtens, Ministeriets og Parlamentets forfatningsmæssige Stilling før og nu (1884) førtes Holberg til retshistoriske undersøgelser over dansk statsret. I disputatsen Leges Waldemari regis, Kong Valdemar’s Lov. Et Bidrag til Oplysning om Danmarks Statsret i 13. Aarhundrede (1886) opstillede han den hypotese, at den såkaldte Abelske Lov i virkeligheden stammede fra Valdemar Sejr, en hypotese, han forsvarede i adskillige af sine senere skrifter og i afhandlingen Vor ældste Rigslov overfor angreb særlig fra Henning Matzen og Kristian Erslev. Holbergs skrift Dansk Rigslovgivning. Forholdet mellem Vederlagslov og Rigslov. Rigslovene i Perioden 1241—1282
(1889) søgte at vise vederlagsrettens indflydelse på den senere rigslovgivning, Dansk og fremmed Ret. Retshistoriske Afhandlinger (1891) behandlede biskop Knud Mikkelsen og hans glosser til Jydske Lov, kilderne til denne lovs fortale, dansk og engelsk retsudvikling i middelalderen med mere. I Konge og Danehof i det 13. og 14. Aarhundrede. I. bind: Kong Erik Glipping’s Haandfæstning og Rigslove (1895) underkastede han Erik Glippings sidste regeringstid et sjældent indtrængende studium. Holbergs sidste arbejde Kirke og Len under Valdemarerne. Retshistoriske Afhandlinger bar vidnesbyrd om hans nøje kendskab til den kanoniske ret, medens hans fremstilling og opfattelse af Danske Len mødte modsigelse af Erslev i dennes afhandling: Europæisk Feudalisme og dansk Lensvæsen . "Som Forsker udmærkede H. sig baade ved Iderigdom og Kombinationsevne, men navnlig hans tidligste Arbejder indeholdt saa mange dristige Paastande og vovede Slutninger, at de maatte kalde Kritiken frem", skriver Frantz Dahl i Salmonsens.